# 洛格罗尼奥-阿贡西略机场
洛格罗尼奥-阿贡西略机场 是位于西班牙拉里奥哈单省自治区与纳瓦拉自治区交界处的一个小型机场，距离拉里奥哈首府洛格罗尼奥市中心直线距离10.8公里。

## 历史
该机场的历史可以追溯到1924年至1928年间修建的里加多二级空军基地。1932年，该机场属于西班牙空军，并被更名为阿贡西略机场。直到1946年，它才开放民用，在此之后，它一直是西班牙国内飞机起降频率较少的机场之一。2003年，翻修后的机场重新开业。

## 航班
更新时间：2018年10月
| 城市         | 机场名称            | 航空公司     |            |            |            |
| 西班牙国内   | 西班牙国内          | 西班牙国内   | 西班牙国内 | 西班牙国内 | 西班牙国内 |
| ------------ | ------------------- | ------------ | ---------- | ---------- | ---------- |
| 马德里自治区 |                     |              |            |            |            |
| 马德里       | 马德里-巴拉哈斯机场 | 諾斯特姆航空 |            |            |            |

## 图集

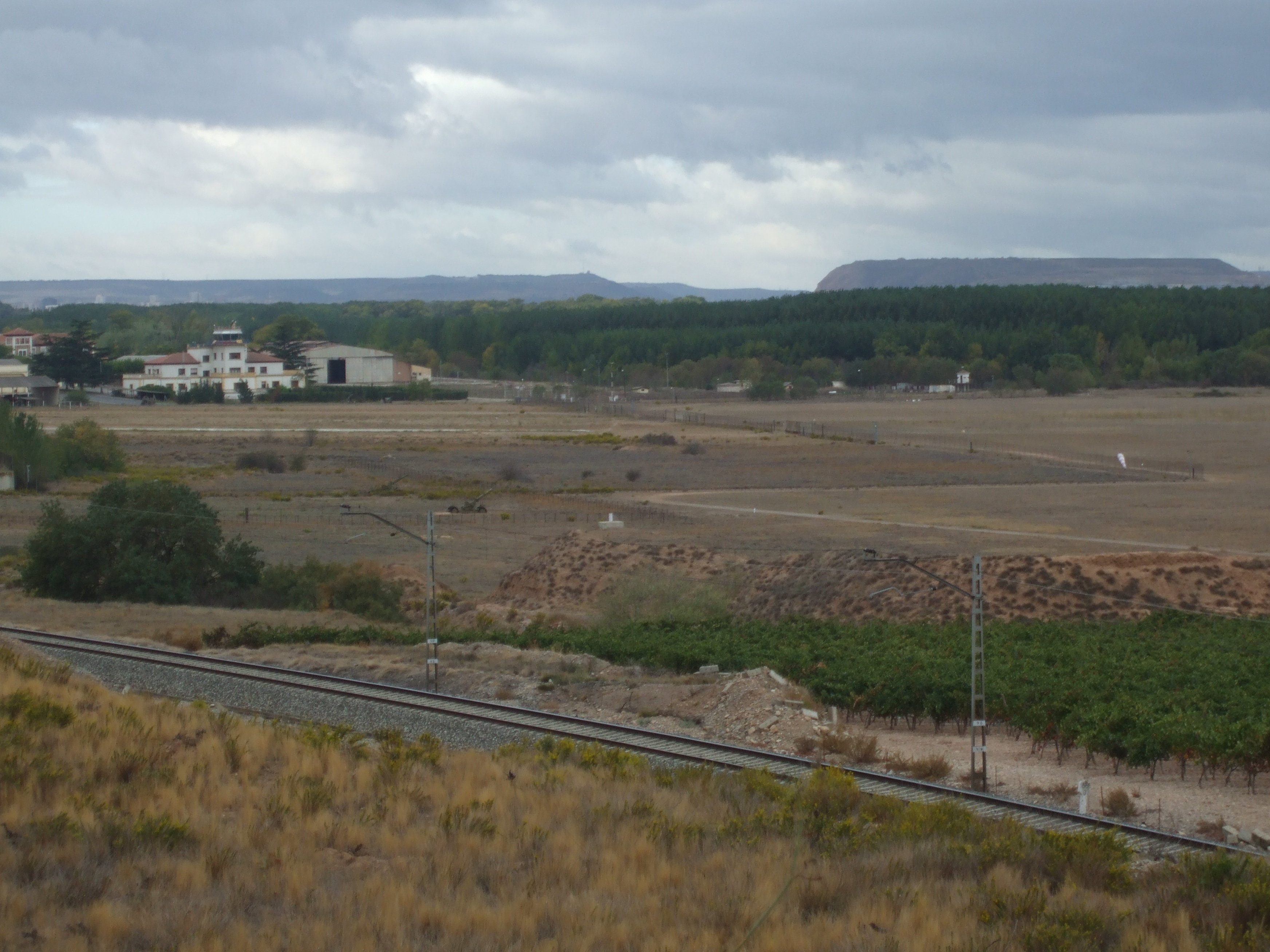
机场外部
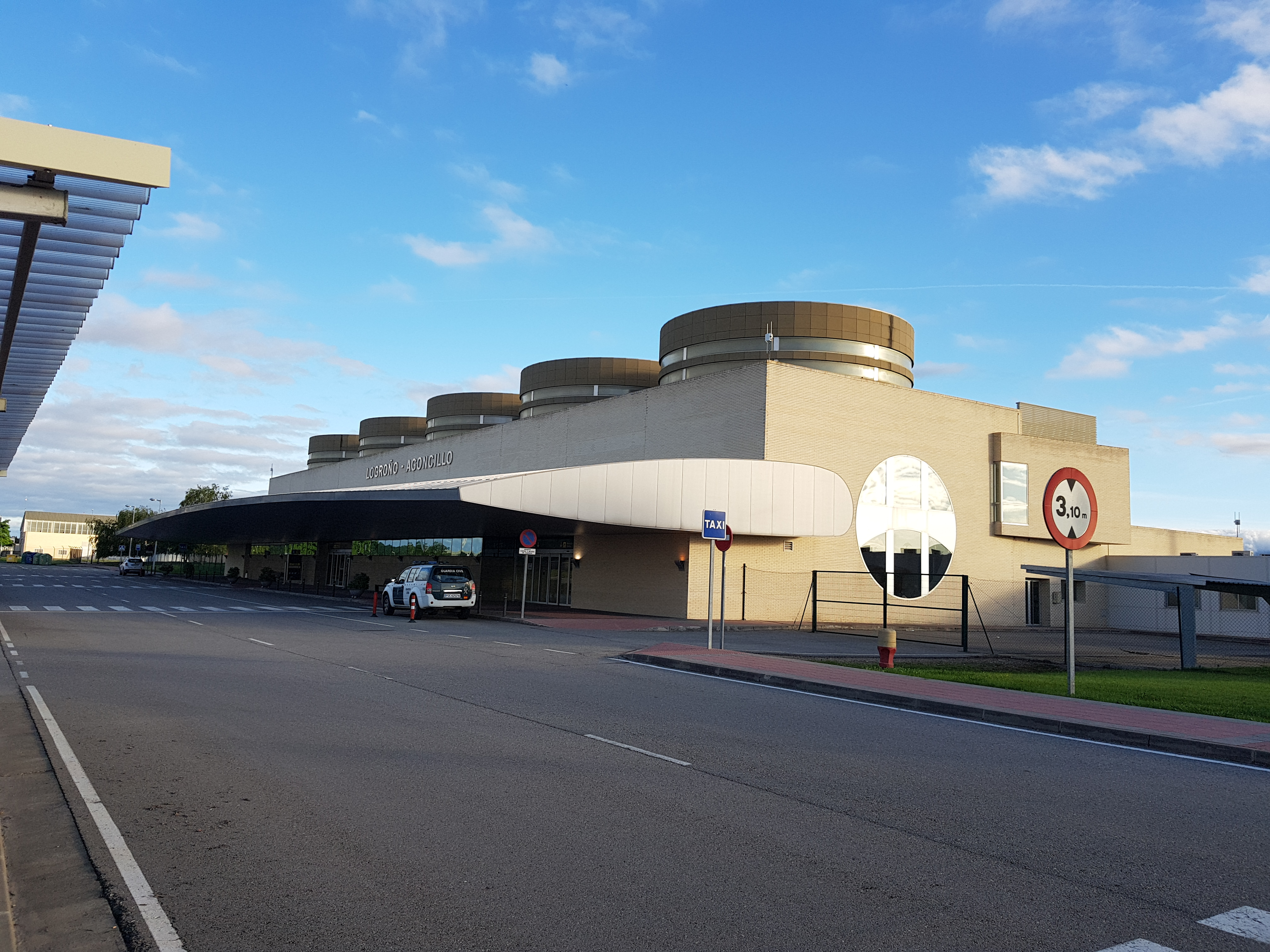
外部
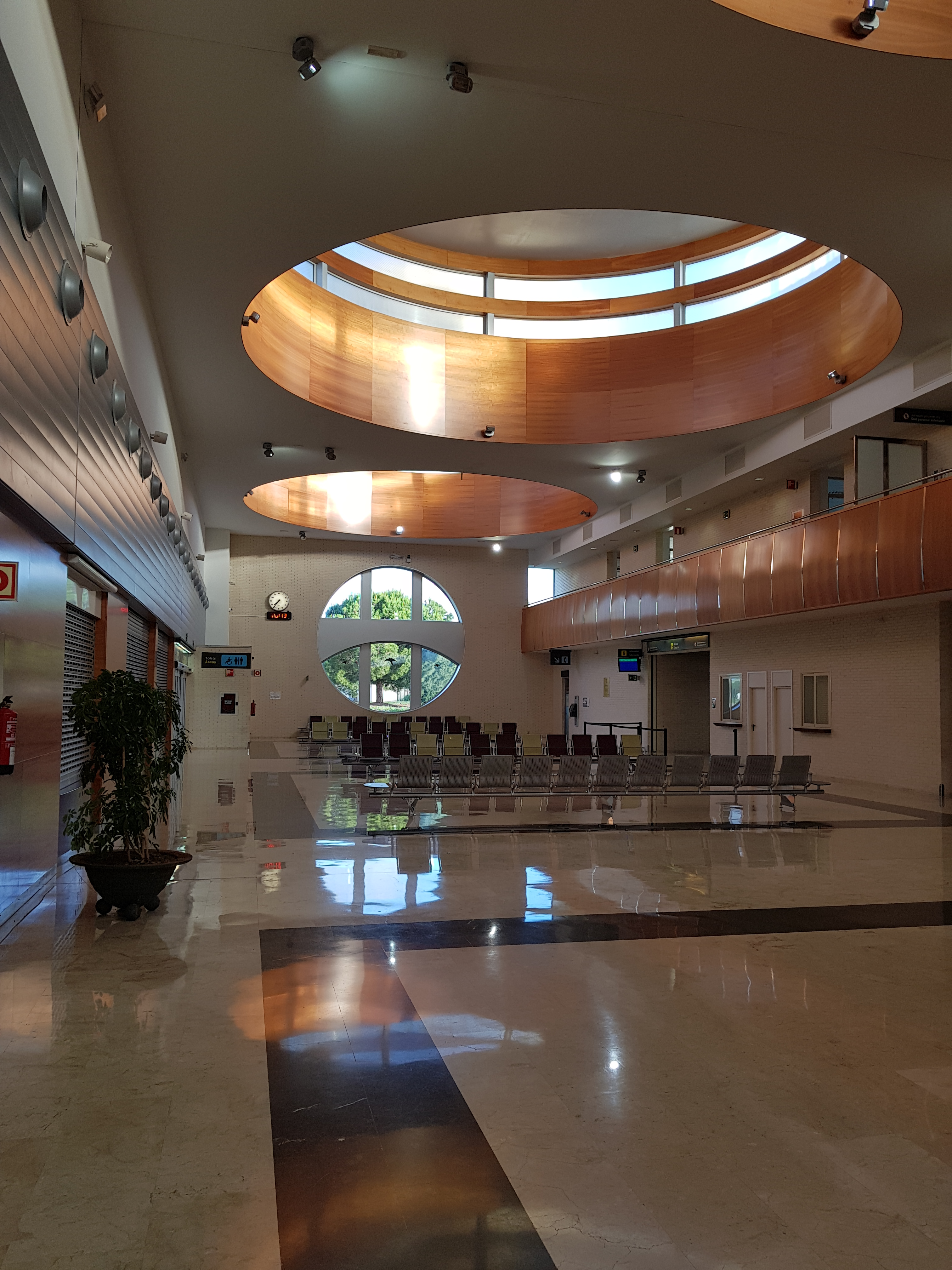
机场内部
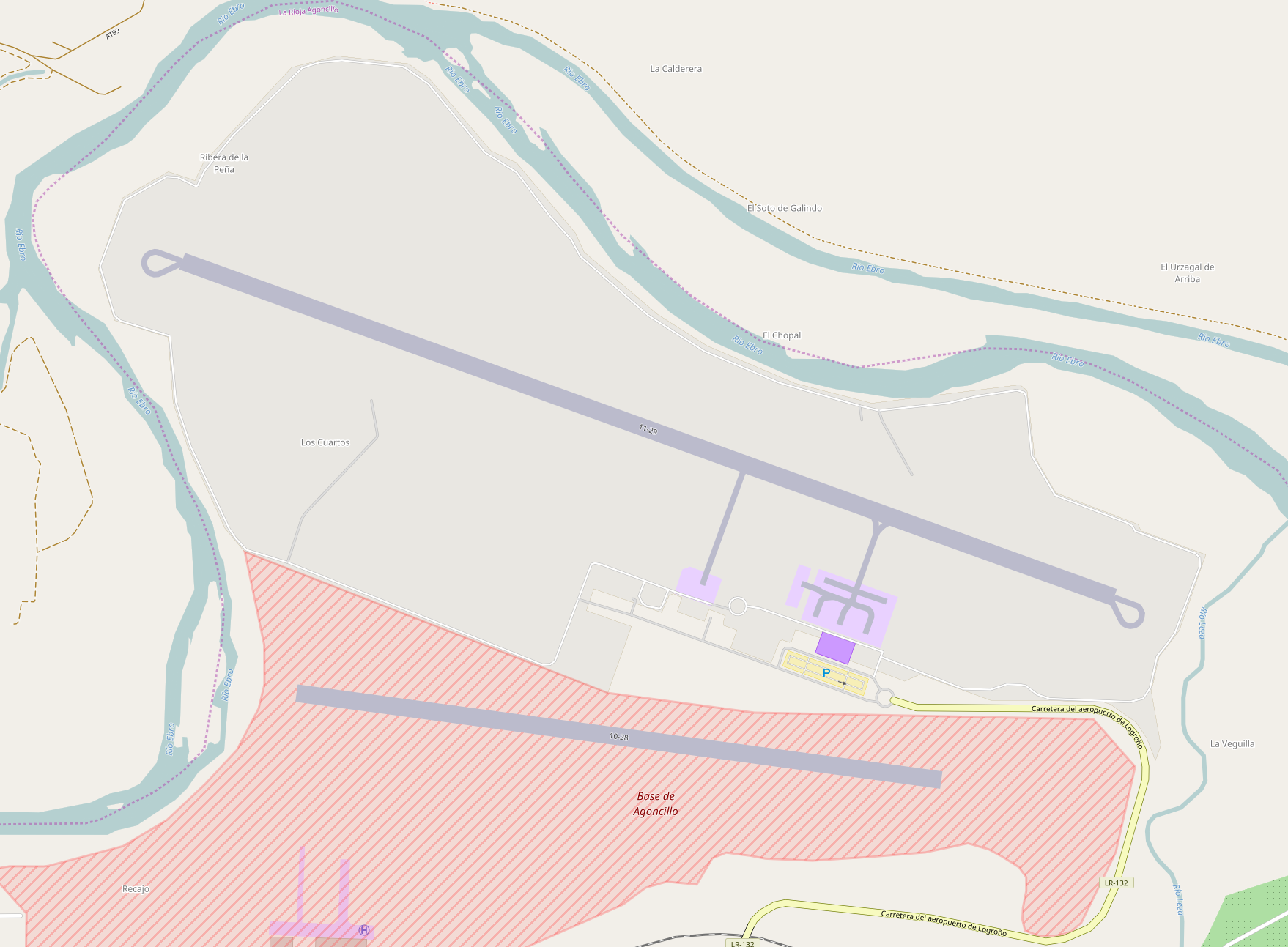
地图